# Ассоциация (психология)
Ассоциация (лат. Associatio — соединение, взаимосвязь), в психологии и философии — закономерно возникающая связь между отдельными событиями, фактами, предметами или явлениями, отражёнными в сознании индивида и закреплёнными в его памяти. При наличии ассоциативной связи между психическими явлениями A и B возникновение в сознании явления A закономерным образом влечёт появление в сознании явления B.
Ассоциация — такие связи между психическими явлениями, при которых появление одного из них в сознании человека влечет практически одновременное появление других.

## Появление идеи об ассоциациях
Идеи о взаимосвязи предметов в воображении развились ещё в античной философии (Аристотель, Платон), но сам термин «ассоциация» был введён в 1698 году Джоном Локком для обозначения взаимосвязи между представлениями, вызванными случайным стечением обстоятельств.
Физиологической основой ассоциации является кратковременная нервная связь, а фундамент этого психологического явления покоится на условных рефлексах. В основе ассоциации лежит кратковременная условная генерация психических связей, отвечающих за предметное сходство (см. аналогия). Основа мыслительного процесса сводится к операциям анализа и синтеза, к их взаимосвязи с другими умственными операциями и процессами. К примеру, мы видим предмет, подсознание его анализирует, а воображение синтезирует нечто подобное (в целом анализирует предмет, обстоятельства), встречавшееся ранее, или в подобной сложившейся ситуации.
Известный русский ученый И. М. Сеченов посвятил много времени изучению ассоциаций и объяснению их физиологической природы. Он определял ассоциацию как «непрерывное ощущение», возникающее вследствие последовательного ряда условных рефлексов:

Ассоциация есть, как сказано, непрерывный ряд касаний конца предыдущего рефлекса с началом последующего. Конец рефлекса есть всегда движение; а необходимый спутник последнего есть мышечное ощущение. Следовательно, если смотреть на ассоциацию только в отношении ряда центральных деятельностей, то она есть непрерывное ощущение. В самом деле, в каждых двух соседних рефлексах средние члены их, то есть ощущения (зрительное, слуховое и пр.) отделены друг от друга только движением, а последнее в свою очередь сопровождается ощущением. Следовательно, ассоциация есть столько же цельное ощущение, как и любое чисто зрительное, чисто слуховое, только тянется обыкновенно дольше, да характер её беспрерывно меняется.— М. И. Сеченов, «Рефлексы головного мозга»

## Виды ассоциаций
По типу образования различают:
- ассоциации по сходству (оба явления имеют сходные признаки: лампочка — груша, Земля — шар);
- ассоциации по контрасту (оба явления имеют противоположные признаки: чёрный — белый, добро — зло);
- ассоциации по смежности в пространстве или во времени (оба явления связаны близостью расположения в пространстве или по времени: стол — стул, зима — снег);
- причинно-следственные ассоциации (оба явления связаны как причина и следствие: гром — молния, лампочка — свет).

## Использование в психологических исследованиях
В психолингвистике широко используется ассоциативный эксперимент.